# Jason van Pherae
Jason van Pherae was een staatsman en legeraanvoerder in het oude Griekenland, in het eerste kwart van de 4e eeuw v.Chr.
Jason regeerde als tiran over Pherae, van ca. 380 tot 370 v.Chr. Hij was de opvolger van Lycophron en vermoedelijk ook diens zoon. In navolging van zijn voorganger streefde hij naar het overwicht over geheel Thessalië, hetgeen hem ook daadwerkelijk gelukte, nadat hij in 374 Pharsalus had veroverd.
Hij werd verkozen als "tagos" (d.i. hoofdman) van de Thessalische federatie en slaagde erin de structuren van deze vrij losse stedenbond te moderniseren. Op die manier liet hij zijn invloed gelden over geheel het noorden van Griekenland. Jason onderhield vriendschappelijke betrekkingen met Athene, en sloot ook een bondgenootschap met de Thebanen, die hem ontboden naar Leuctra onmiddellijk na hun overwinning in 371 v.Chr.. Door zijn bemiddeling kwam een vredesovereenkomst tot stand tussen Thebanen en Spartanen. 
Trouw aan zijn alliantie met Thebe weigerde Jason stelselmatig gebruik te maken van zijn goed getrainde huurlingenleger. Toch slaagde hij erin geheel Griekenland te alarmeren door een algehele mobilisatie van Thessalische strijdkrachten af te kondigen, net voor de Pythische Spelen van 370. Hij werd echter vermoord, nog vóór hij klaar was met zijn toebereidselen, waardoor de ware toedracht van deze operatie nooit opgehelderd werd. Hij werd als tiran van Pherae opgevolgd door zijn neef Alexander.
Jason van Pherae was een bekwaam staatsman, die erin geslaagd was een potentieel sterk volk te verenigen, dat lange tijd zwak en verdeeld was gebleven door innerlijke verdeeldheid én door anti-Thessalische coalities van buitenaf. Zijn ambitie om een Thessalische hegemonie te vestigen over geheel het (verdeelde) Griekenland bleef verre van voltooid, maar zijn optreden en zijn visie waren een voorafbeelding van (en wellicht een voorbeeld voor) de politiek van Philippos II van Macedonië.
- International Standard Name Identifier: 0000 0001 0399 6673
- Library of Congress Control Number: n2003039187
- Nationale Bibliotheek van Tsjechië: jn20010525236
- Système universitaire de documentation: 061383295
- Virtual International Authority File: 155523875
- WorldCat: E39PBJc84kfdbM3kgYMDGXpdcP